# Pooh Legend
Pooh Legend è un cofanetto del complesso musicale italiano dei Pooh pubblicato il 6 marzo 2012, che racchiude oltre dieci ore di filmati: videoclip, estratti da storici concerti live, film musicali veri e propri, chicche di brani in inglese e spagnolo, rarità assolute. 
Il tutto in quattro DVD corredati da altrettanti libri di analisi critica della storia della band, con molte foto spesso inedite. È un lavoro enorme, di grande importanza per i Pooh, per tutti coloro che da sempre li seguono ed anche per la storia della musica italiana.

## I quattro volumi

### In concerto - i Pooh dal vivo
Il viaggio inizia con immagini di uno show ripreso nel 1980 per un’emissione televisiva, e poi rimasto nascosto negli archivi: Pooh Legend ne ripropone l’anima elettrica (L’ultima notte di caccia), quella acustica (Pierre) e la chicca di un lunghissimo medley composto da brani poi usciti dalle scalette dei tour della band. Ma questi inediti filmati non sono che l’antipasto di due ore e mezzo di immagini montate col ritmo tipico dei concerti dei Pooh, “Bis” finali compresi. Tornano così a disposizione del pubblico le storiche riprese del concerto del ’90 in piazza Duomo a Milano e dell’ultimo concerto con Stefano: ma per la prima volta vengono pubblicati anche filmati girati ad uso interno nei tour di Asia non Asia e Il cielo è blu sopra le nuvole (con la mai vista In Italia si può, contro Tangentopoli), esibizioni live per Telethon e lo spettacolare tour estivo dei 25 anni. Nel quale Viva bene illustra la spettacolarità degli show dei Pooh: fra pedane idrauliche, luci e fumogeni. In scaletta anche Senza frontiere, primo brano dedicato in Italia all’apartheid, e (a mo' di “Bis”) un’inedita Figli live e immagini mai viste dello storico medley pubblicato su Lp nel primo disco live dei Pooh, Palasport, datato ‘82. Nel libro statistiche dei concerti, immagini dei memorabilia, la storia dei brani dal vivo.

### Non solo musica - i mille volti di un mestiere
Nel tempo i Pooh hanno realizzato diversi special, per raccontare passaggi salienti della loro storia: venivano utilizzati in tv (proposti una volta sola, per poi tornare nell’archivio della band) o come backstage di Vhs oggi da tempo fuori catalogo. Pooh Legend ha selezionato il meglio di questi special, partendo da quello che presenta i Pooh-persone ed i Pooh-band durante la tournée di Viva del ’79, per arrivare allo spettacolare show estivo legato nel 2004 ad Ascolta. Fra questi estremi temporali, un magnifico special del 1980 che racconta come si fa un disco dei Pooh e cosa c’è a livello pratico dietro la loro “macchina della musica” sino a farceli vedere sul palco (regalandoci anche la storica esibizione del tecnico Pasquale con loro in Pronto, buongiorno è la sveglia...). E poi il dietro le quinte di Pinocchio e i Pooh goliardici. Le bonus track qui si intitolano Oltre la musica, e non hanno bisogno di commenti: si vedono i Pooh commossi cantare a Lourdes per i malati (immagini che mai finora avevano voluto svelare), i Pooh in Vaticano ricordare una fan scomparsa, i Pooh per il WWF. Nel libro foto e testimonianze inedite, con Dodi che racconta della sua famiglia e del suo chitarrismo.

### Infiniti Pooh - i grandi classici
Lo sognano nei negozi dal 1975, i fan, il film musicale Un po’ del nostro tempo migliore: prima esperienza italiana del genere, è una carrellata di immagini live ed antesignani di videoclip, che testimoniano i brani scritti dai Pooh al culmine della loro esperienza innovativa di pop-rock sinfonico. Da Alessandra ad Eleonora, mia madre: per intenderci. Pooh Legend ha restaurato questo film e l’ha abbinato all’altrettanto storico L’anno del Tropico, che nell’83 fu prima Vhs musicale italiana e fotografa al contempo i Pooh alle prese con la rivoluzione dell’elettronica (lavorando negli studi di George Martin ai Caraibi) e nella loro vita di tutti i giorni. Le bonus sono altri Momenti storici: il primo clip italiano (Io sono vivo), Uomini soli primo clip in HD, la ripartenza in tre di Dove comincia il sole. E poi storici successi incisi in spagnolo nel 1998 per un disco poi mai uscito (e Pooh Legend ha unito a mo’ di medley le mai viste immagini di questi inediti assoluti) e le rarissime, straordinarie riprese del tour con l’orchestra sinfonica del 1972, pochi mesi prima dell’abbandono di Riccardo Fogli. I Pooh con Fogli eseguono una suite rimasta inedita: perché pochi mesi dopo sarebbe diventata... altre due canzoni: ed una di esse si intitola Parsifal. Nel libro i dietro le quinte dei film musicali e dei filmati rari, la vera storia di Parsifal e Roby che racconta gli anni del pop-rock sinfonico.

### Banda nel vento - antologia di videoclip
Una carrellata di clip lunga due ore e mezza, da Canterò per te del 1980 sino ad Ancora una notte insieme (clip d'animazione) del 2009. Passando per la Piccola Katy incisa nel 1990 da vecchi, filmati storici restaurati (Chi fermerà la musica, Maria Marea Remix, Amici per sempre) e clip mai pubblicati sinora (Banda nel vento, il primo pensato da D’Orazio come regista, Anni senza fiato, Senza musica e senza parole, E non serve che sia Natale, Brava la vita, Cuore azzurro inno dell’Italia mondiale di Lippi). In scaletta spiccano anche il meglio dei Vhs storici Aloha e Asia non Asia (raccolte di videoclip fuori catalogo da anni) e perle nascoste come Padre a vent’anni, con immagini riprese in Kosovo consegnando ai bambini di laggiù campi giochi comprati con i fondi raccolti in tour. Al termine della carrellata le Rarità: Se nasco un'altra volta in inglese (clip mai visto), Uomini soli in spagnolo (brano neppure mai pubblicato come audio), la goliardica Dimmi di sì in un video edit fatto per pura promozione, e Giorni infiniti. Sì, il brano del ventennale di cui si favoleggiava un clip disperso, che Pooh Legend ha ritrovato e propone per la prima volta... 26 anni dopo. Nel libro aneddoti succosi sui brani del DVD, e Red che racconta il tipo di scrittura ed interpretazione che ha portato nel mondo dei Pooh: venendo da un’educazione musicale diversa da quella dei suoi colleghi.

## Il progetto spiegato da Roby, Dodi, Red
"Se dopo tanti anni centrifugati dalla macchina della musica, inseguendo idee ed emozioni, siamo ancora sulla strada lo dobbiamo a due fattori: a quella buona stella che ci regala la fortuna di creare canzoni che resistono, ma soprattutto al popolo dei Pooh che ha sempre risposto con entusiasmo e amore alle nostre proposte. Pooh Legend è il primo passo di un lungo percorso che vogliamo fare per valorizzare, riscoprire e – perché no? – fermare ulteriormente nel tempo la nostra storia. 
Per realizzare Pooh Legend abbiamo pensato ad un amico, Andrea Pedrinelli: un giornalista che nel tempo si è dedicato a progetti di sistemazione, valorizzazione e riscoperta di cataloghi simile a quello che avevamo in mente per noi. E siccome sapevamo quanto ci conosceva, e quanto grande era il suo amore per la nostra storia ed il rispetto con cui affronta il lavoro altrui, abbiamo chiesto ad Andrea di mettere mano al nostro archivio. Così che oggi, dopo quasi un anno di lavoro suo e nostro, la storia dei Pooh in video rivive in Pooh Legend. Tra filmati restaurati ed immagini che noi stessi non ricordavamo più di avere in archivio: ma anche pagine di analisi critica, aneddoti, statistiche, curiosità e... passione. 
Osiamo pensare che ci siano le nostre idee migliori in questo Pooh Legend: ripulite e rimesse a nuovo, coccolate con lo stesso amore di quando sono nate e vissute con la stessa energia di allora. Per condividerle una volta di più con chi ci vuole bene e portarle insieme da ieri... a domani."
Roby, Dodi e Red

## I ringraziamenti
Le leggende sono difficili da costruire e quando questo avviene il merito è di tutti coloro che hanno sognato, sperato e combattuto per tracciare quel solco dove far nascere, appunto, la leggenda. Grazie perciò a tutti i tecnici, musicisti, arrangiatori, produttori, manager e amici che hanno accompagnato lo svolgersi di questa bellissima avventura. 
Grazie alle persone a noi più vicine, quelle che non appaiono mai ma hanno da tanti anni un ruolo importantissimo nel coordinamento del nostro lavoro, come Antonella Spotti e Simona Zangrandi... o Marco Nuzzi che, anche se ora ha scelto un'altra strada professionale, ha lasciato buone tracce del lavoro svolto per noi. 
E in questo caso un grazie particolare va a Stefano D’Orazio, che oltre ad essere stato insieme a noi l’artefice di questa bella storia, è stato, grazie alla sua passione per tutto ciò che è video, anche ideatore e regista di molti filmati qui contenuti.
Roby, Dodi e Red